# Sint-Bernarduskerk (Nieuwpoort)
De Sint-Bernarduskerk, is een parochiekerk, gelegen aan het Sint-Bernardusplein in Nieuwpoort-Bad, een deel van de West-Vlaamse stad Nieuwpoort.

## Geschiedenis
Een eerste kerk werd hier gebouwd in 1877. Deze kerk was privé-eigendom van Benjamin Crombez, de ontwikkelaar van Nieuwpoort-Bad. Het gebouw stond open voor erediensten van diverse gezindten (katholiek, protestants, joods). Pas in 1907 werd de kerk verkocht aan het bisdom Brugge. Tijdens de Eerste Wereldoorlog, in 1914, werd de Sint-Bernarduskerk samen met heel Nieuwpoort-Bad vrijwel volledig vernietigd. In 1923 werd een nieuwe kerk gebouwd, naar ontwerp van Pierre Vandervoort. Dit ontwerp bevatte, in tegenstelling tot de kerk uit 1877, een zuidwesttoren.

## Gebouw
Het betreft een bakstenen basilicaal kerkgebouw in neoromaanse stijl, waarvan de middenbeuk wordt overwelfd door een tongewelf. De kerk heeft een halfronde apsis. De toren wordt gedekt door een tentdak.
De kerk bezit een houten Sint-Rochusbeeld uit de 17e eeuw. Ook is er een beeld van Onze-Lieve-Vrouw van Bijstand met Kind, in gepolychromeerd hout en aangekleed, mogelijk 18e-eeuws. De biechtstoelen zijn van het midden der 18e eeuw.